# Лондон, Джордж (певец)
Джордж Ло́ндон (англ. George London, настоящая фамилия Барнште́йн, 30 мая 1920, Монреаль, Канада — 24 марта 1985, Нью-Йорк, США) — американский оперный певец (бас-баритон), солист Венской государственной оперы, «Метрополитен Опера», руководитель Вашингтонской Национальной оперы.

## Биография
Родился в Монреале в еврейской семье. Его родители были выходцами из России. С 1935 года жил в США. Дебютировал в 1942 году в опере «Травиата».
В 1947—1949 годах — участник «Трио Бельканто» вместе с тенором Марио Ланца и сопрано Франсис Йинд. В 1949 году отправился в Европу на стажировку и неожиданно был принят в труппу Венской государственной оперы. С 1951 года — солист «Метрополитен Опера». С 1951 по 1964 год выступал на каждом Байройтском фестивале.
В декабре 1960 года, в самый разгар Карибского кризиса (23 октября 1962 года), исполнил партию Бориса Годунова в оперном спектакле «Борис Годунов» Большого театра СССР. На представлении присутствовал генеральный секретарь ЦК КПСС Никита Хрущёв.
В 1961 году Лондон перенёс болезнь связок, отразившуюся на голосе, но продолжал петь до 1965 года, после чего занимался в основном административной (продюсерской) работой и преподаванием.
В 1966 году был членом жюри III Международного конкурса им. П. И. Чайковского, особо отметив талант лауреата этого конкурса Владимира Атлантова.
В 1971 году основал Фонд Джорджа Лондона, занимающийся поддержкой молодых певцов в начале их карьеры, который ежегодно выплачивает победителю специального конкурса премию в 50—80 тысяч долларов. Среди стипендиатов Фонда — Рене Флеминг и Райан Спидо Грин.
В 1968—1970 года возглавлял Центр театрального искусства Дж. Ф. Кеннеди («Кеннеди-центр») в Вашингтоне, а в 1975—1980 годах — Вашингтонскую Национальную оперу.

## Дискография
- 1949 — Й.Гайдн. Месса № 9 ре-минор, дирижёр Джонатан Штернберг
- 1950 — «Свадьба Фигаро», дирижёр Герберт фон Караян (граф Альмавива)
- 1950 — «Волшебная флейта», дирижёр Герберт фон Караян (Оратор посвящённых)
- 1951 — «Парсифаль», дирижёр Ханс Кнаппертсбуш (Амфортас)
- 1952 — «Парсифаль», дирижёр Ханс Кнаппертсбуш (Амфортас)
- 1952 — «Волшебная флейта», дирижёр Герберт фон Караян (Оратор посвящённых)
- 1953 — «Аида», дирижёр Фаусто Клева (Амонасро)
- 1953 — «Парсифаль», дирижёр Клеменс Краус (Амфортас)
- 1954 — «Евгений Онегин», дирижёр Рихард Краус (Евгений Онегин)
- 1954 — «Сказки Гофмана», дирижёр Ли Шенен (Доктор Миракль)
- 1954 — «Парсифаль», дирижёр Фриц Стидри (Амфортас)
- 1954 — «Сказки Гофмана», дирижёр Ли Шенен (Линдорф, Коппелиус, Дапертутто)
- 1954 — «Дон Жуан», дирижёр Макс Рудольф (Дон Жуан)
- 1954 — «Дон Жуан», дирижёр Карл Бём (Дон Жуан)
- 1954 — И.Брамс. Немецкий реквием, дирижёр Бруно Вальтер
- 1955 — «Тангейзер», дирижёр Рудольф Кемпе (Вольфрам)
- 1955 — «Евгений Онегин», дирижёр Берислав Клобукар (Евгений Онегин)
- 1955 — «Арабелла», дирижёр Рудольф Кемпе (Мандрика)
- 1955 — «Аида», дирижёр Рафаэль Кубелик (Амонасро)
- 1955 — «Дон Жуан», дирижёр Карл Бём (Дон Жуан)
- 1955 — «Дон Жуан», дирижёр Рудольф Моральт (Дон Жуан)
- 1955 — «Дон Жуан», дирижёр — Отто Клемперер (Дон Жуан)
- 1955 — М.Мусоргский. Песни и пляски смерти
- 1955 — Г. Малер. Песни об умерших детях, дирижёр Отто Клемперер
- 1956 — «Волшебная флейта», дирижёр Бруно Вальтер
- 1956 — «Сказки Гофмана», дирижёр Рудольф Моральт (Линдорф, Коппелиус, Дапертутто, Доктор Миракль)
- 1956 — «Сказки Гофмана», дирижёр Ли Шенен (Линдорф, Коппелиус, Дапертутто, Доктор Миракль)
- 1956 — «Летучий голландец», дирижёр Йозеф Кайльберт (Голландец)
- 1957 — «Арабелла», дирижёр Георг Шолти (Мандрика)
- 1957 — «Евгений Онегин», дирижёр Дмитрий Митропулос
- 1957 — «Золото Рейна», дирижёр Ханс Кнаппертсбуш (Амфортас)
- 1957 — «Аида», дирижёр Фаусто Клева (Амонасро)
- 1958 — «Золото Рейна», дирижёр Георг Шолти (Вотан)
- 1959 — «Тоска», дирижёр Франческо Молинари-Праделли (Скарпиа)
- 1959 — «Летучий голландец», дирижёр Вольфганг Заваллиш (Голландец)
- 1959 — «Сказки Гофмана», дирижёр Жан Морель (Доктор Миракль, Коппелиус)
- 1959 — «Тоска», дирижёр Курт Адлер (Скарпиа)
- 1959 — «Сказки Гофмана», дирижёр Жан Морель (Дапертутто, Линдорф)
- 1959 — «Дон Жуан», дирижёр Карл Бём (Дон Жуан)
- 1960 — «Свадьба Фигаро», дирижёр Эрих Ляйнсдорф (Граф Альмавива)
- 1960 — «Пеллеас и Мелизанда», дирижёр Эрнест Ансерме (Голо)
- 1961 — «Тоска», дирижёр Франко Патане (Скарпиа)
- 1961 — «Парсифаль», дирижёр Ханс Кнаппертсбуш (Амфортас)
- 1961 — «Летучий голландец», дирижёр Антал Дорати (Голландец)
- 1961 — «Золото Рейна», дирижёр Эрих Ляйнсдорф (Вотан)
- 1961 — «Валькирия», дирижёр Эрих Ляйнсдорф (Вотан)
- 1962 — «Золото Рейна», дирижёр Вольфганг Заваллиш (Вотан)
- 1962 — «Зигфрид», дирижёр Эрих Ляйнсдорф (Вотан)
- 1962 — «Пеллеас и Мелизанда», дирижёр Эрнест Ансерме (Голо)
- 1962 — «Дон Жуан», дирижёр Йозеф Кайльберт (Дон Жуан)
- 1962 — «Парсифаль», дирижёр Ханс Кнаппертсбуш (Амфортас)
- 1962 — Г.Малер. Симфония № 8, дирижёр Леонард Бернстайн
- 1962 — Ф.Мендельсон. Илия, дирижёр Кристоф фон Донаньи
- 1962 — Р.Воан-Уильямс. Серенада музыке, дирижёр Леонард Бернстайн
- 1963 — «Борис Годунов», дирижёр А. Мелик-Пашаев (Борис Годунов)
- 1963 — «Парсифаль», дирижёр Ханс Кнаппертсбуш (Амфортас)
- 1964 — «Сказки Гофмана», дирижёр Андре Клюйтенс (Доктор Миракль, Коппелиус)
- 1964 — Л. ван Бетховен. Симфония № 9, дирижёр Карл Бём
- 1964 — Менотти. Смерть епископа Бриндизи, дирижёр Эрих Ляйнсдорф
- 1964 — «Пеллеас и Мелизанда», дирижёр Эрнест Ансерме (Голо)
- 1964 — «Последний дикарь», дирижёр Томас Шипперс
- 1964 — «Тоска», дирижёр Оскар Данон (Скарпиа)
- 1964 — Дж. Верди. Реквием, дирижёр Эжен Орманди

## Интересный факт
- Джордж Лондон стал первым американским артистом, который пел в операх Моцарта в Зальцбурге, исполнял партии Летучего Голландца в Байройте и Бориса Годунова (1960) на сцене Большого театра[6].